# Dr. Dre
Andre Romelle Young (sinh ngày 18 tháng 2 năm 1965), hay còn được biết đến với nghệ danh Dr. Dre, là một nhà sản xuất thu âm, rapper, giám đốc âm nhạc, và diễn viên người Mỹ. Anh thành lập và hiện thời là giám đốc điều hành kiêm đồng sở hữu của Aftermath Entertainment cùng với nghệ sĩ của Death Row Records. Dr. Dre cũng sản xuất album và hợp đồng thu âm cho các rapper khác như Snoop Dogg và Eminem.

## Sáng lập Beats Electronics
Vào tháng 7 năm 2008, Dr. Dre cùng Jimmy Iovine sáng lập Beats Electronics LLC (tên khác: Beats by Dr. Dre hay Beats by Dre) một công ty chuyên cung cấp các sản phẩm về âm thanh, loa và tai nghe, hiện có trụ sở tại Culver City, tiểu bang California, Hoa Kỳ. Những headphone ban đầu của Beats được chế tạo bởi Monster Cable sau này được Apple Inc. mua lại vào năm 2014, khiến Dr. Dre trở thành một tỷ phú.

## Danh sách đĩa hát
- The Chronic (1992)
- 2001 (1999)
- Compton (2015)

## Giải thưởng và đề cử
- "Let Me Ride"— Giải Grammy cho Trình diễn Rap Solo xuất sắc nhất - 1994
- "California Love"— Đề cử giải Grammy cho Trình diễn rap xuất sắc nhất của Bộ đôi hoặc Nhóm (với 2Pac và Roger Troutman) - 1997.
- "No Diggity"—Giải Grammy cho Trình diễn R & B xuất sắc nhất của Bộ đôi hoặc Nhóm có Giọng hát (với Blackstreet và Queen Pen) - 1998
- "Forgot About Dre"—Giải Grammy cho Trình diễn Rap xuất sắc nhất của Bộ đôi hoặc Nhóm - 2001 | (with Eminem)
- "Still D.R.E."—Đề cử giải Grammy cho Trình diễn rap xuất sắc nhất của Bộ đôi hoặc Nhóm (với Snoop Dogg) và Đĩa đơn đề cử giải thưởng nguồn của năm (2000)
- The Marshall Mathers LP—Giải Grammy cho album rap xuất sắc nhất - 2001 (with Eminem)
- Various Production—Giải Grammy dành cho Nhà sản xuất của năm - 2001

## Phim tham gia
| Năm  | Name                             | Vai       | Chú thích     |
| ---- | -------------------------------- | --------- | ------------- |
| 1992 | Niggaz4Life: The Only Home Video | Chính anh | Phim tài liệu |
| 1996 | Set It Off                       | Black Sam |               |
| 2000 | Up in Smoke Tour                 | Chính anh | Phim tài liệu |
| 2001 | Training Day                     | Paul      |               |
| 2001 | The Wash                         | Sean      |               |
| 2015 | Unity                            | Narrator  | Phim tài liệu |